# Marian Ivan
Marian Ivan (n. 1 iunie 1969, București, România) este un fost fotbalist român, care a jucat, printre alte echipe, la FC Brașov și Dinamo București, și care a fost convocat pentru Echipa națională de fotbal a României pentru Campionatul Mondial de Fotbal din 1994, deși nu a jucat în niciunul din meciurile de la acest turneu final.